# Codi ATC C08
El  codi ATC C08, descrit com Blocadors dels canals de calci, és una subgrup terapèutic de l'Anatomical, Therapeutic, Chemical Classification System (ATC). La classificació ATC és un sistema de codis alfanumèric desenvolupat per l'Organització Mundial de la Salut (OMS) per als fàrmacs i altres productes sanitaris. El subgrup C08 és part del grup anatòmic C Sistema cardiovascular.

Els codis per a ús veterinari (codis ATCvet) poden han estat creats afegint la lletra Q davant dels codis ATC humans: QC08... 
Les adaptacions estatals de la classificació ATC poden incloure codis addicionals no presents en aquesta llista, que segueix la versió de l'OMS.

## C08C Blocadors selectius de canals de calci amb efectes principalment vasculars
C08C A Derivats de la dihidropiridina
C08C X Altres blocadors selectius dels canals de calci amb efectes principalment vasculars

## C08D Blocadors selectius de canals de calci amb efectes cardíacs directes
C08D A Derivats de les fenilalquilamines
C08D B Derivats de la benzotiazepina

## C08E Blocadors no selectius de canals de calci
C08E A Derivats de la fenilalquilamina
C08E X Altres blocadors no selectius de canals de calci

## C08G Blocadors de canals de calci i diürètics
C08G A Blocadors dels canals de calci i diürètics